# TV-SAT
TV-SAT 1 et TV-SAT 2 sont deux satellites, qui sont développés pour la télédiffusion directe en Allemagne de l'Ouest. Les satellites, comme les satellites TDF français et le satellite suédois Tele-X (en) sont conçus à partir de la plate-forme Spacebus 300 de Aérospatiale et sont construits par le consortium Eurosatellite GmbH. Ses énormes cellules photovoltaïques produisent trois kilowatts d'électricité, une très grande valeur pour l'époque et la puissance d'émission est de 230 watts par transpondeur. Par comparaison, le satellite Astra 1A, lancé en 1988, conçu par GE Astro Electronics (maintenant Lockheed Martin) est équipé d'un transpondeur de seulement 45 watts de puissance. Comme les autres Spacebus 300, les satellites TV-SAT sont conçus pour une durée de vie de huit ans.

## TV-SAT 1
TV-SAT 1 est un satellite qui doit être exploité par Deutsche Bundespost. Il est destiné à être utilisé pour fournir des services de diffusion de télévision à l'Europe, mais il est tombé en panne avant d'entrer en service. Construit par le consortium Eurosatellite GmbH, à partir de la plate-forme Spacebus 300, il emporte cinq transpondeurs en bande Ku. Au lancement, il pèse 2 077 kg, et a une durée de vie opérationnelle prévue de huit ans.
TV-SAT 1 est lancé par Arianespace par un lanceur Ariane 2 depuis l'Ensemble de lancement Ariane (ELA-1) à Kourou. Le lancement a lieu à 02 h 19 TU le 21 novembre 1987. Il est la première plate-forme Spacebus 300 lancée. Immédiatement après le lancement, l'un de ses panneaux solaires ne se déploie pas, empêchant le déploiement de l'antenne principale de liaison montante, qui se trouve derrière le panneau solaire. Cet échec est plus tard attribué à deux boulons de fixation, qui doivent être retirés avant le lancement, laissés sur le satellite.
Malgré l'échec, TV-SAT 1 est placé sur une orbite géostationnaire à la longitude de 19,2° Est,,. Il est brièvement utilisé pour une série de tests pour vérifier les systèmes du satellite, avant que l'on ne le retire sur une orbite de rebut.

## TV-SAT 2
TV-SAT 2 est lancé le 8 août 1989 par un lanceur Ariane 4, avec le satellite Hipparcos.